# Edgar Onea Gáspár
Victor Edgar Onea Gáspár (* 1980) ist ein deutscher germanistischer Linguist.

## Leben
Nach der Promotion im Fach Germanistische Sprachwissenschaft an der Universität Heidelberg 2005 war Edgar Onea Gáspár von 2006 und 2010 an der Universität Stuttgart wissenschaftlicher Mitarbeiter des Instituts für Linguistik/Germanistik. Er lehrte auf einer Juniorprofessur (2010–2016) und auf einer W2-Professur (2016–2017) für Theoretische Linguistik im Courant-Forschungszentrum Textstrukturen an der Universität Göttingen. Seit September 2017 ist er Universitätsprofessor für Deutsche Sprache an der Karl-Franzens-Universität Graz und Leiter des Fachbereichs Theoretische und Empirische Linguistik.

## Schriften (Auswahl)
- Sprache und Schrift aus handlungstheoretischer Perspektive. Berlin 2006, ISBN 3-11-018958-5.
- Potential questions at the semantics-pragmatics interface. Leiden 2016, ISBN 978-90-04-20478-2.
- als Herausgeber mit Klaus von Heusinger und Malte Zimmermann: Questions in discourse. Volume 1. Semantics. Leiden 2019, ISBN 978-90-04-37829-2.
- als Herausgeber mit Klaus von Heusinger und Malte Zimmermann: Questions in discourse. Volume 2. Pragmatics. Leiden 2019, ISBN 978-90-04-37831-5.